# ایزاک اومبدنستاک
ایزاک اومبدنستاک (انگلیسی: Isaak Umbdenstock؛ زادهٔ ۱۸ فوریهٔ ۱۹۹۹) بازیکن فوتبال است که در پست هافبک بازی می‌کند.
از باشگاه‌هایی که در آن بازی کرده‌است می‌توان به باشگاه فوتبال سوشو اشاره کرد.